# Mascaraque
Mascaraque ist eine Gemeinde in der Provinz Toledo im Westen der Autonomen Region Kastilien-La Mancha, Spanien.

## Geografie
Die Gemeinde befindet sich in einer Ebene mit einigen Hügeln im Zentrum der Provinz, südöstlich der Hauptstadt. Sie gehört zum Gebiet der Berge von Toledo und es grenzt an die Gemeindegebiete von La Guardia im Norden, Villamuelas im Nordosten, Mora de Toledo im Süd-Südwesten, Orgaz im Südwesten und Villaminaya und Almonacid de Toledo im Osten.
Das 66 km² große Gemeindegebiet hat eine längliche Form vom Norden nach Süden und befindet sich zwischen 700 und 720 Meter über dem Meeresspiegel.
Die Straße des Don Quijote „Ruta de Don Quijote“ erreicht Mascaraque auf dem Weg von Toledo nach San Clemente. Ab Mascaraque teilt sich der Weg in drei verschiedene Strecken: Eine nach La Guardia, eine nach Tembleque und die dritte Richtung Consuegra, letztere Ortschaft ist bekannt durch ihre Windmühlen.

## Geschichte
Der Ort hat islamische Wurzeln aus der Zeit des Kalifats von Córdoba. Im 14. Jahrhundert wurde die Burg von Mascaraque gebaut, die später im sechzehnten Jahrhundert als Palast-Burg von Juan De Padilla benutzt wurde.
Während des Unabhängigkeitskrieges brannten die städtischen Archive ab, weshalb nur wenige Daten zur Vergangenheit der Gemeinde erhalten blieben.
Im 19. Jahrhundert konnte die Gemeinde sich dem Carlismus widersetzen, da sie sich mit ihrer eigenen Miliz wehrte, die auch der Verteidigung von Isabella II. diente. Während der Invasion der Armee von Basilio Garcia (1837–1838) war Mascaraque die einzige Gemeinde der Zone, welche sich weigerte, Vorräte an die Carlisten zu geben, weshalb die Regierung erlaubte, dass im Wappen der Ortschaft die Losung: „No TEMIERON“ („SIE FUERCHTETEN SICH NICHT“) eingetragen wurde.
Mascaraque hatte 2022 414 Einwohner.

## Historische Gebäude
- Burg von Mascaraque, erbaut im 14. Jahrhundert, und 1980–1985 stark renoviert
- Kirche der Heiligen Maria Magdalena, Barockbau des 18. Jahrhunderts
- Kapelle de los cristos
- Kapelle Nuestra Señora de Gracia, im Friedhof von Mascaraque
- Patio Manchego, ursprünglich das Haus von Großgrundbesitzern, heute ein Restaurant mit einem typischen Säulen-Hofgarten.

## Persönlichkeiten
- Pedro López de Padilla, (Ende des 15. bis Anfang des 16. Jahrhunderts), Sohn von Sancho von Padilla (Erbauer der Burg von Mascaraque), Landvogt von Toledo und Vater des kastilischen Comuneros Juan De Padilla (1490–1521).
- Juan Correa de Vivar (1510?–1566), Maler der Renaissance. Seine Werke hängen im Museo del Prado
- Isabel de Medina, (1582–?), Mutter des Admirals der Neapolitanischen Galeeren  Francisco de Rivera
- Ana De Sande und Padilla (1610–1659), Erste Herzogin von Abrantes, II Marquise von Valdefuentes, IV Marquise der Piovera und II Gräfin von Mejorada, in Zeit von Felipe IV.
- Pablo Manzano Arellano (1855–1949), Maler
- José Manuel Sierra Frade, Wiedererbauer der bis in die 1980er Jahre in Trümmern liegenden Burg
- Faustino Lara Ibáñez, Schriftsteller und Mitglied der Gruppe Arrendajos
- Maria De Gracia Peralta  Martín, Dichterin
- Javier Vallhonrat Guezzi (* 1953), Fotograf, Fotografiepreisträger hatte bis 1987 ein Haus in Mascaraque[3]
- Daniel Garbade, Schweizer Kunstmaler und Bühnenbildner, Mitbegründer mit Leopoldo Alas Minguez der Zeitschrift Signos wohnt seit 1987 in Mascaraque[4] Decorateur beim Film, Der Maulwurf

## Festtage
- 3. Februar: Tag des Schutzheiligen, mit der Wallfahrt von San Blas
- 15. Mai: San Isidro Labrador
- Ende Mai und/oder Anfang Juni (abhängig vom Datum der Karwoche): Santissimo Cristo De La Misericordia.
- An 13. Juni: San Antonio von Padua.
- An 8. September: Tag der Schutzheiligen, die Heilige Jungfrau